# Tu es mon fils
Ne doit pas être confondu avec Tu es mon fils (téléfilm).
Tu es mon fils (titre original : La finestra sul Luna Park) est un film franco-italien réalisé par Luigi Comencini, sorti en 1957. 
Ce film aborde clairement l'un des thèmes-clés de l'œuvre de Luigi Comencini : le rapport parents-enfants. De plus, le film se déroule dans un contexte social particulier, celui de la banlieue romaine misérable des « borgate » (bidonvilles).

## Synopsis
Les souffrances affectives d'un enfant, Mario, dont le père est contraint de travailler à l'étranger (en Afrique), et dont la mère vient d'être tuée dans un accident de la circulation. Le récit tragique des difficultés de compréhension entre un fils et son père.

## Fiche technique
- Titre : Tu es mon fils
- Titre original : La finestra sul Luna Park
- Réalisation : Luigi Comencini
- Assistant-réalisateur : Massimo Patrizi
- Scénario : L. Comencini, Suso Cecchi D'Amico
- Photographie : Armando Nannuzzi
- Cadreur : Marcello Gatti
- Montage : Nino Baragli
- Musique : Alessandro Cicognini
- Son : Ovidio del Grande
- Décors : Pek G. Avolio
- Production : Antonio Cervi pour Noria Film (Rome) et Comptoir Français de Productions cinématographiques (Paris)
- Pays de production :  Italie |  France
- Langue : Italien
- Format : Noir et blanc — 35 mm — 1,37:1 — Son : Mono
- Genre : Film dramatique
- Durée : 90 min.
- Dates de sortie : 
  - Italie : 27 juin 1957
  - France : 1er juillet 1959

## Distribution
- Giulia Rubini : Ada
- Gastone Renzelli : Aldo
- Giancarlo Damiani : Mario
- Pierre Trabaud : Righetto
- Silvana Jachino : la maîtresse d'école